# Golf als Jocs Mediterranis de 2018
La competició de golf dels Jocs del Mediterrani de 2018 de Tarragona es va celebrar entre el 25 i el 28 de juny al Club de Golf Costa Daurada. La primera aparició d'aquest esport en els Jocs del Mediterrani va ser a Casablanca 1983 al Marroc.
La competició es va centrar en quatre categories, dues masculines (individual i equips) i dues femenines (individual i equips).

## Medaller per categoria
| Categoria  | Or                                                       | Plata                                                 | Bronze                                                      |
| Homes      |                                                          |                                                       |                                                             |
| Individual | Mario Galiano                                            | Aron Zemmer                                           | Zan Luka Stirn                                              |
| Equips     | Espanya · Mario Galiano · Iván Cantero · Álvaro Velasco  | Itàlia · Aron Zemmer · Jacopo Vecchi · Philip Geerts  | França · Paul Foulquie · Nicolas Platret · Marin D'Harcourt |
| Dones      |                                                          |                                                       |                                                             |
| Individual | Marta Sanz                                               | Angelica Moresco                                      | Ana Belac                                                   |
| Equips     | Espanya · Marta Sanz · Patricia Sanz · Natalia Escuriola | Itàlia · Diana Luna · Angelica Moresco · Roberta Liti | Eslovènia · Pia Babnik · Vida Obersnel · Ana Belac          |

## Medaller per país
| Posició | País      | Or | Plata | Bronze | Total |
| 1       | Espanya   | 4  | -     | -      | 4     |
| 2       | Itàlia    | -  | 4     | -      | 4     |
| 3       | Eslovènia | -  | -     | 3      | 3     |
| 4       | França    | -  | -     | 1      | 1     |
| Total   | Total     | 4  | 4     | 4      | 12    |